# Anna Abdallah
Anna Margareth Abdallah (26 de julio de 1940) es una política tanzana del Partido de la Revolución (en suajili: Chama Cha Mapinduzi, CCM) y miembro especial del parlamento. Fue miembro de la Asamblea Legislativa Nacional de 1987 a 1996. Abdi ha sido presidenta del Partido Frente Democrático Popular del Movimiento Nacional desde 2005. Desde que asumió el liderazgo del partido ha promovido los derechos de las mujeres, abogado por el cambio en el sistema de justicia penal con sesgo de género, apoyó la educación en lenguas indígenas e hizo campaña por los derechos de las minorías étnicas. Es autora de diez libros, incluidos Shettawa I kwannage ni kwijut, Hauta kwa! – ¡Shettawa and Joy! Women Empowerment in Tanzania, entre otros.

## Biografía

### Infancia y estudios
En su infancia, Abdallah asistió tanto a la Escuela Primaria Mtandi como a la Escuela Secundaria Femenina Loleza en Mbeya (Tanzania). Fue a la Escuela Secundaria de Niñas Tabora para la educación secundaria. En 1963, Abdallah obtuvo un Bachelor of Arts (BA) en sociología por la Universidad de Misuri, situada en Columbia (Misuri) en los Estados Unidos. En 1967, recibió un diploma en Economía Doméstica de la Universidad de Londres (Queen Elizabeth College) en el Reino Unido.

### Carrera política
Abdallah es miembro del partido gobernante Chama Cha Mapinduzi. Su experiencia en el gobierno comenzó cuando fue nombrada como una de las primeras comisionadas de distrito en 1973. Se convirtió en miembro del parlamento por primera vez en 1975, cuando solo había otras cinco mujeres en el parlamento. Como enfermera calificada, fue Ministra de Salud de Tanzania de 2000 a 2005. Otros cargos gubernamentales que ha ocupado incluyen Ministra de Obras Públicas (1995-2000), Ministra de Desarrollo Agrícola y Ganadero (1991) y Ministra de Gobierno Local, Desarrollo Comunitario, Cooperativas y Mercado y muchos otros. Abdallah fue la primera mujer presidenta del comité de Defensa y Seguridad. En 1983, Abdallah también recibió la supervisión directa de la construcción de la nueva capital en Dodoma. Se desempeñó como presidenta nacional de la Unión de Mujeres de Tanzania de 1994 a 2008. Abdallah también fue directora del Buhare College de 1969 a 1973.
Abdallah fue importante en la fundación de Mazimbu, que luego albergaría una escuela, llamada Solomon Mahlangu Freedom College. En el establecimiento de Mazimbu, Abdallah plantó un árbol de «amistad» y de vez en cuando conducía hasta el lugar. Hizo una prioridad que Mazimbu fuera conocido como un lugar reconocido internacionalmente, colocándolo en el mapa mundial dondequiera que fuera. Abdallah se convirtió en embajadora no oficial del Congreso Nacional Africano (en inglés: African National Congress, ANC), un movimiento de liberación nacional, porque defendía su causa y difundió el conocimiento sobre su existencia. Durante el tiempo que Abdallah fue Ministra del Interior, aprobó que se utilizaran más tierras en Dakawa (tierra no utilizada en Tanzania) con el fin de crear más espacio para las personas del ANC que no tenían conexión educativa con la institución que se estaba construyendo en Mazimbu.
En 1991, inspiró el lanzamiento de la red global de pacificadores conocidos como Creators of Peace (CoP) en el seno de la organización global Initiatives of Change (IofC) en el centro de conferencias que la organización tiene en Caux (Suiza), instando a los participantes y a todos a «crear paz dondequiera que estemos, en nuestros corazones, nuestros hogares, nuestro lugar de trabajo y nuestra comunidad. Todos pretendemos que alguien más es la piedra de tropiezo… ¿Ese alguien podría ser yo mismo?» Desde entonces, la CoP ha estado activa en muchos países, particularmente en África (Sudáfrica, Burundi, Kenia, Ruanda, Uganda, Sudán del Sur, Sudán, Camerún, Nigeria y Tanzania).
En 1995, recibió la Orden de la República Unida de Tanzania.
En 2015, a los 74 años de edad y después de más de cuatro décadas de dedicación a la política, anunció su retirada de la actividad parlamentaria, aunque recalcó que eso no significaba que fuera a dejar de trabajar para mejorar la situación de las mujeresː «Estoy feliz de que tengamos algunas mujeres en los puestos más altos de algunos partidos políticos», dijo Abdallah. «Pero necesitamos hacer más. Pido a más mujeres que compitan en los distritos esta vez. Hay asientos especiales para ti, pero eso no es suficiente».